# Eva Garza
Eva Garza (San Antonio, 11 maggio 1917 – Tucson, 1º novembre 1966) è stata una cantante e attrice statunitense naturalizzata messicana; è stata una rinomata interprete del bolero romantico che ha acquisito fama internazionale negli anni '40 e '50. Ha collaborato a spettacoli radiofonici e film in diretta con alcuni dei più importanti interpreti del suo tempo, tra cui il messicano Agustín Lara. Fu soprannominata "Sweetheart of the Americas" ("Tesoro delle Americhe")..

## Biografia
Eva Garza era la terza di sette figli di Cenobia B. Ramírez e Procopio V. Garza. Suo padre era proprietario di un negozio di barbiere. Le prime esibizioni musicali pubbliche di Eva furono in funzioni ecclesiastiche, feste locali ed alla stazione radio locale. Successivamente partecipò a diverse competizioni amatoriali a San Antonio e ricevette numerosi premi. Nel 1932 si lanciò in una serie di spettacoli alla radio KABC, che durò per diversi anni. Si esibì anche nel popolare programma radiofonico La Hoira Anahuac e in varie recite di vaudeville al Nacional Theatre con Netty y Jesús e Don Sauve. Anche le prime registrazioni di rumba e bolero con la Bluebird Records risalgono a questo periodo e includono le esibizioni di: La Jaibera, Calientito, Cosquillas, Cachita e Qué Me Importa nel 1936.
Dopo aver fatto tournée come la voce della appassionata ballerina Sally Rand a New York nel 1937, la Garza tornò in Texas nel 1938 e formò il proprio gruppo chiamato Eva Garza and Her Troupe. Durante un periodo di tre anni tra il 1939 e il 1942 visitò tutto il Centro e il Sud America. Mentre cantava alla radio a Juarez, in Messico, incontrò il suo futuro marito Felipe Bojalil Gil del gruppo El Charro Gil y Sus Caporales. La coppia si sposò nel 1939 a San Antonio ed ebbero tre figli.
Dopo essersi stabilita a New York, Eva e suo marito Felipe "El Charro" Gil registrarono il bolero Diez Años di Rafael Hernández per la Columbia Records. Presto seguirono le esibizioni sulla Columbia Broadcasting System nel 1941. La Eva iniziò ad apparire regolarmente alla CBS e per Voice of America sul programma Viva América in collaborazione con artisti di spicco come: Alfredo Antonini, Terig Tucci, Juan Arvizu, Néstor Mesta Chaires, Miguel Sandoval e John Serry. Le interpretazioni di Eva nel programma le fecero guadagnare il soprannome di "Sweetheart of the Americas" ("Tesoro delle Americhe").
Mentre gli anni '40 si chiudevano, Eva si trasferì a Città del Messico per iniziare ad esibirsi con Radio XEW mentre collaborava con artisti di spicco come: Pedro Infante, Pedro Vargas, Javier Solís e Jorge Negrete. Mentre era in Messico, è apparsa in oltre 20 film con attori importanti come Toña la Negra (Amor Vendido, 1951), Sara Montiel (Carcel de Mujeres, 1951) e Luis Arcaraz (Acapulco, 1952).
Durante gli anni '50 Eva Garza ebbe anche contratti per esibirsi in locali notturni in tutta l'America Latina in paesi come: Argentina, Brasile, Cuba, Ecuador, Colombia e Messico. Durante le sue visite a Cuba apparve in cabaret di spicco come il Tropicana e il Teatro Americano, nonché sul popolare programma televisivo Duelo de Pianos con Agustín Lara e Consuelo Velázquez. Si esibì anche alla Radio Cadena Suaritos dell'Avana con la pianista cubana Isolina Carrillo.
Mentre risiedeva in Messico, la Garza registrò dei boleri scritti da compositori famosi come: Agustín Lara, Gonzalo Curiél e Joaquin Pardave per la Columbia Records, Discos Musart e Seeco Records. Tra le sue più straordinarie registrazioni di questo periodo ci sono: Sin Motivo, Frio en el Alma e La Ultima Noche.
Nel 1965 Garza sposò l'artista argentino Abel Reynosa dopo aver divorziato dal suo primo marito nel 1953. Entrò a far parte della Reynosa a Buenos Aires e fu successivamente richiamata in Messico dalla Columbia Records per registrare un album retrospettivo di alcuni dei suoi più grandi successi: Vuelve Eva Garza - Mexican Encore. Successivamente riprese un tour di concerti in Arizona, New Mexico e Los Angeles in California.
Eva Garza ha inciso come solista oltre 200 registrazioni per importanti etichette discografiche come la Columbia Records, la Seeco Records e la Discos Musart nel corso della sua carriera. La sua discografia comprende bolero famosi come: Celosa, Cantando y Arrepentido. I critici di Billboard avevano notato il suo stile di interpretazione caldo ed espressivo. Fu anche citata per interpretazioni profonde, calde, ricche e persuasive e ricevette tre María Grever Awards come miglior cantante dell'anno. Acclamata come una delle dieci migliori cantanti del Messico, Eva Garza è ricordata come una cantante versatile che era ugualmente a suo agio passando con facilità da romantici boleri, a corrido, alla musica tropicale ed alle canzoni contemporanee.

## Morte
Nel corso di una tournée di concerti nel sud-ovest, Eva Garza sviluppò una polmonite dalla quale non si riprese. Morì all'età di soli 49 anni a Tuscon, in Arizona. Secondo i suoi desideri, fu sepolta a Città del Messico.

## Discografia scelta
Eva Garza recorded over 150 single titles including:
- Arrpentido - Decca Records (Catalogue # 1041 8B) - Eva Garza canta questo tango di Franciso Lomuto con orchestra (19??)
- Beso Mortal - Seeco Records  (Catalogue # 7046B) - Eva Garza canta questo bolero di Eva Garza and Felipe Gil con La Orquesta de Ray Montoya (19??)
- Cachita - Bluebird Records (Catalgue # B-2947-A) - Eva Garza canta questa rumba di Rafael Hernandez (19??)
- Calientito - Bluebird Records (Calatogue # B-2911-B) - Eva Garza canta questa rumba con orchestra (19??)
- Cantando - Columbia Records (Cataloge # EX-5189)- Eva Garza canta questo bolero di M. Simone (19??)
- Celosa - Columbia Records (Catalogue # EPC-528-A-2)- Eva Garza canta questo bolero di P. Rodriguez (19??)
- Cosquillas - Bluebird Records (Catalogue # B-2947-B) - Eva Garza canta questa rumba con orchestra (19??)
- Diez Años - Columbia Records (Catalogue # 6916-X) - Eva Garza canta questo bolero di Rafael Hernandez con El Charro Gil y Sus Caporales (19??)[24]
- Eso Si Eso No - Colummbia Records (Catalogue # 1613C) - Eva Garza canta questo cornado di Charro Gil con El Charro Gil y Sus Caporales (19??)[25]
- Frio En El Alma - Seeco Records (Catalogue # 609A) - Eva Garza canta un bolero di Miguel Angel Valladares con Orchestra Lazaro Quintero (19??)[26]
- Inutil Es Fingir - Seeco Records (Catalogue # 658A) Eva Garza canta questo bolero di Carlos Gomez con Roberto Ondina y La Orquesta Suaritos (19??)[27]
- La Jaibera - Bluebird Records (Catalogue # B-2911-A) - Eva Garza canta questa rumba con orchestra (19??)
- La Ultima Noche - Columbia Records (Catalogue # 6214-X) - Eva Garza canta questo bolero di Bob Collazo con la Columbia Orchestra (19??)
- Que Me Importa - Bluebird Records (Catalogue # B-2926-A) - Eva Garza canta questo bolero con orchestra (19??)
- Sabor De Engaño - Columbia Records (Catalogue # 6205-X) - Eva Garza canta questo bolero di Mario Alvarez con Bill Gale and Orquesta de Salon Columbia (19??)
- Sera Por Eso - Seeco Records (Catalogue # 609 B) Eva Garza canta questo bolero di Consuelo Velazquez con la Lazaro Qunitero Orchestra (19??)[28]
- Sin Motivo - Columbia Records (Catalogue # 6207-X)- Eva Garza canta questo bolero di Gabriel Ruiz con La Orquesta de Salon Columbia (19??)
- Sombras - Seeco Records (Catalogue # 658B) - Eva Garza canta questo bolero di Agustín Lara con Roberto Ondina y La Orquesta Suaritos (19??)[29]
- Tiempo Perdido - Seeco Records (Catalogue # 7102 B) - Eva Garza canta questo bolero di Eduardo Lazo con La Orquesta de Juan Britto Tarraza (19??)[30]
- Usted - Seeco Records (Catalogue # 7102 A) - Eva Garza canta questo bolero di Gabriel Ruiz con La Orquesta de Juan Brito Tarraza (19??)[31]

## Filmografia scelta
- Si Fuera una Cualquiera (1950)[32]
- Women's Prison (1951)
- Women Without Tomorrow (1951)
- Arrabalera (1951)
- Love for Sale (1951)
- Acapulco (1952)[33]
- Paco the Elegant (1952)[34]
- Women Who Work (1953)[35]
- Bolero Inmortal (1958)
- Pistolos de Oro (1959)[36]